# Grammy Award alla miglior canzone scritta per i media visivi
Il Grammy Award alla miglior canzone scritta per i media visivi (Best Song Written for Visual Media) è un premio Grammy istituito nel 1988, con l'intento di premiare il miglior brano composto appositamente per la colonna sonora di un prodotto audio-visivo (film, serie TV, ecc.). Il premio viene dato agli autori della canzone.
Dal 1988 al 1999 il premio si chiamava Best Song Written Specifically for a Motion Picture or Television, mentre dal 2000 al 2011 si chiamava Best Song Written for a Motion Picture, Television or Other Visual Media.

## Vincitori e candidati
I vincitori sono indicati in grassetto.

### Anni 1988
- 1988
  - Somewhere Out There, musica di James Horner e Barry Mann, testo di Cynthia Weil - Fievel sbarca in America
  - Moonlighting Theme, musica di Lee Holdridge, testo di Al Jarreau - Moonlighting
  - (I've Had) The Time of My Life, musica di Frankie Previte, testo di Franke Previte, John DeNicola e Donald Markowitz - Dirty Dancing - Balli proibiti
  - Nothing's Gonna Stop Us Now, musica e testo di Albert Hammond e Diane Warren - Mannequin
  - Who's That Girl, musica e testo di Madonna e Griffin Dunne - Who's That Girl
- 1989
  - Two Hearts, musica di Lamont Dozier, testo di Phil Collins - Buster
  - One Moment in Time, musica e testo di Albert Hammond e John Bettis - One Moment in Time: 1988 Summer Olympics Album
  - Century's End, musica e testo di Donald Fagen - Le mille luci di New York
  - Kokomo, musica dei The Beach Boys, testo di Mike Love, Scott McKenzie, Terry Melcher e John Phillips - Cocktail
  - Cry Freedom, musica e testo di George Fenton e Jonas Gwangwa - Grido di libertà

### Anni 1990
- 1990
  - Let the River Run, musica e testo di Carly Simon - Una donna in carriera
  - Partyman, musica e testo di Prince - Batman
  - I Love To See You Smile, musica e testo di Randy Newman - Parenti, amici e tanti guai
  - The Girl Who Used To Be Me, musica di Marvin Hamlisch, testo di Alan e Marilyn Bergman - Shirley Valentine - La mia seconda vita
  - Angel of Harlem, musica e testo degli U2 - U2: Rattle and Hum
- 1991
  - Under the Sea, musica di Alan Menken, testo di Howard Ashman - La sirenetta
  - More, musica e testo di Stephen Sondheim - Dick Tracy
  - Sooner or Later (I Always Get My Man), musica e testo di Stephen Sondheim - I'm Breathless
  - Kiss the Girl, musica di Alan Menken, testo di Howard Ashman - La sirenetta
  - Blaze of Glory, musica e testo di Jon Bon Jovi - Young Guns II - La leggenda di Billy the Kid
- 1992
  - (Everything I Do) I Do It for You, scritta da Bryan Adams, Michael Kamen e Robert Lange - Robin Hood - Principe dei ladri
- 1993
  - Beauty and the Beast, scritta da Howard Ashman ed Alan Menken - La bella e la bestia
- 1994
  - A Whole New World, scritta da Alan Menken e Tim Rice - Aladdin
- 1995
  - Streets of Philadelphia, scritta da Bruce Springsteen - Philadelphia
- 1996
  - Colors of the Wind scritta da Alan Menken e Stephen Schwartz - Pocahontas
- 1997
  - Because You Loved Me scritta da Diane Warren - Qualcosa di personale
- 1998
  - I Believe I Can Fly scritta da R. Kelly - Space Jam
- 1999
  - My Heart Will Go On scritta da James Horner e Will Jennings - Titanic

### Anni 2000
- 2000
  - Beautiful Stranger, scritta da Madonna e William Orbit - Austin Powers - La spia che ci provava
- 2001
  - When She Loved Me, scritta da Randy Newman - Toy Story 2 - Woody e Buzz alla riscossa
- 2002
  - Boss of Me, scritta da John Flansburgh e John Linnell - Malcolm in the Middle
- 2003
  - If I Didn't Have You, scritta da Randy Newman - Monsters & Co.
- 2004
  - A Mighty Wind, scritta da Christopher Guest, Eugene Levy e Michael McKean - A Mighty Wind - Amici per la musica
- 2005
  - Into the West, scritta da Annie Lennox, Howard Shore e Fran Walsh - Il Signore degli Anelli - Il ritorno del re
- 2006
  - Believe, scritta da Glen Ballard ed Alan Silvestri - Polar Express
- 2007
  - Our Town, scritta da Randy Newman - Cars - Motori ruggenti
- 2008
  - Love You I Do, scritta da Siedah Garrett ed Henry Krieger - Dreamgirls
  - You Know My Name, scritta da David Arnold e Chris Cornell - Casino Royale
  - Song of the Heart, scritta da Prince - Happy Feet
  - Guaranteed, scritta da Eddie Vedder - Into the Wild - Nelle terre selvagge
  - Falling Slowly, scritta da Glen Hansard e Markéta Irglová - Once (Una volta)
- 2009
  - Down to Earth, scritta da Peter Gabriel e Thomas Newman - WALL•E
  - Say, scritta da John Mayer - Non è mai troppo tardi
  - Ever Ever After, scritta da Alan Menken e Stephen Schwartz - Come d'incanto
  - That's How You Know, scritta da Alan Menken e Stephen Schwartz - Come d'incanto
  - Walk Hard, scritta da Judd Apatow, Marshall Crenshaw, Jake Kasdan e John C. Reilly - Walk Hard - La storia di Dewey Cox

### Anni 2010
- 2010
  - Jai Ho, scritta da Gulzar, A. R. Rahman e Tanvi Shah - The Millionaire
  - Once in a Lifetime, scritta da Ian Dench, James Dring, Amanda Ghost, Beyoncé, Scott McFarnon e Jody Street - Cadillac Records
  - Decode, scritta da Josh Farro, Hayley Williams e Taylor York - Twilight
  - All Is Love, scritta da Karen O e Nick Zinner - Nel paese delle creature selvagge
  - The Wrestler, scritta da Bruce Springsteen - The Wrestler
- 2011
  - The Weary Kind, scritta da Ryan Bingham, T Bone Burnett e Ryan Bingham - Crazy Heart
- 2012
  - I See The Light, scritta da Alan Menken, Glenn Slater - Rapunzel - L'intreccio della torre
- 2014
  - Skyfall scritta da Adele Adkins, Paul Epworth - Skyfall
  - Atlas, scritta da Guy Berryman, Jonny Buckland, Will Champion e Chris Martin - Hunger Games: La ragazza di fuoco
  - Silver Lining (Crazy 'Bout You) , scritta da Diane Warren - Il lato positivo - Silver Linings Playbook
  - We Both Know, scritta da Colbie Caillat & Gavin DeGraw - Vicino a te non ho paura
  - Young and Beautiful, scritta da Lana Del Rey e Rick Nowels - Il grande Gatsby
  - You've Got Time, scritta da Regina Spektor - Orange Is the New Black
- 2015
  - Let It Go, scritta da Kristen Anderson-Lopez & Robert Lopez - Frozen - Il regno di ghiaccio
  - Everything Is Awesome, scritta da The Lonely Island, Jo Li e Shawn Patterson - The LEGO Movie
  - I See Fire, scritta da Ed Sheeran - Lo Hobbit - La desolazione di Smaug
  - I'm Not Gonna Miss You, scritta da Glen Campbell e Julian Raymond - Glen Campbell: I'll Be Me
  - The Moon Song, scritta da Spike Jonze e Karen O - Lei
- 2016
  - Glory, scritta da John Legend, Common e Rhymefest - Selma - La strada per la libertà
  - Earned It, scritta da Belly, Jason Quenneville, Stephan Moccio e The Weeknd - Cinquanta sfumature di grigio
  - Love Me like You Do, scritta da Ilya Salmanzadeh, Savan Kotecha, Max Martin, Tove Lo e Ali Payami - Cinquanta sfumature di grigio
  - See You Again, scritta da Andrew Cedar, Justin Franks, Wiz Khalifa e Charlie Puth - Fast & Furious 7
  - Til It Happens to You, scritta da Lady Gaga e Diane Warren - The Hunting Ground
- 2017[1]
  - Can't Stop the Feeling!, scritta da Justin Timberlake, Max Martin e Shellback - Trolls
  - Heathens, scritta da Tyler Joseph - Suicide Squad
  - Just like Fire, scritta da Pink, Max Martin, Shellback, Oscar Holter - Alice attraverso lo specchio
  - Purple Lamborghini, scritta da Skrillex, Rick Ross e Shamann Cooke - Suicide Squad
  - Try Everything, scritta da Sia Furler e Stargate - Zootropolis
  - The Veil, scritta da Peter Gabriel - Snowden
- 2018[2]
  - How Far I'll Go, scritta da Lin-Manuel Miranda - Oceania
  - City of Stars, musica di Justin Hurwitz, testo di Benj Pasek e Justin Paul - La La Land
  - I Don't Wanna Live Forever, scritta da Jack Antonoff, Sam Dew e Taylor Swift - Cinquanta sfumature di nero
  - Never Give Up, scritta da scritta da Sia Furler e Greg Kurstin - Lion - La strada verso casa
  - Stand Up for Something, scritt da Common, Andra Day e Diane Warren - Marshall
- 2019[3]
  - Shallow, scritta da Lady Gaga, Mark Ronson, Anthony Rossomando ed Andrew Wyatt - A Star Is Born
  - All the Stars, scritta da Kendrick Lamar, SZA, Alexander William Shuckburgh, Mark Anthony Spears ed Anthony Tiffith - Black Panther
  - Mystery of Love, scritta da Sufjan Stevens - Chiamami col tuo nome
  - Remember Me, scritta da Kristen Anderson-Lopez e Robert Lopez - Coco
  - This Is Me, scritta da Benj Pasek e Justin Paul - The Greatest Showman

### Anni 2020
- 2020[4]

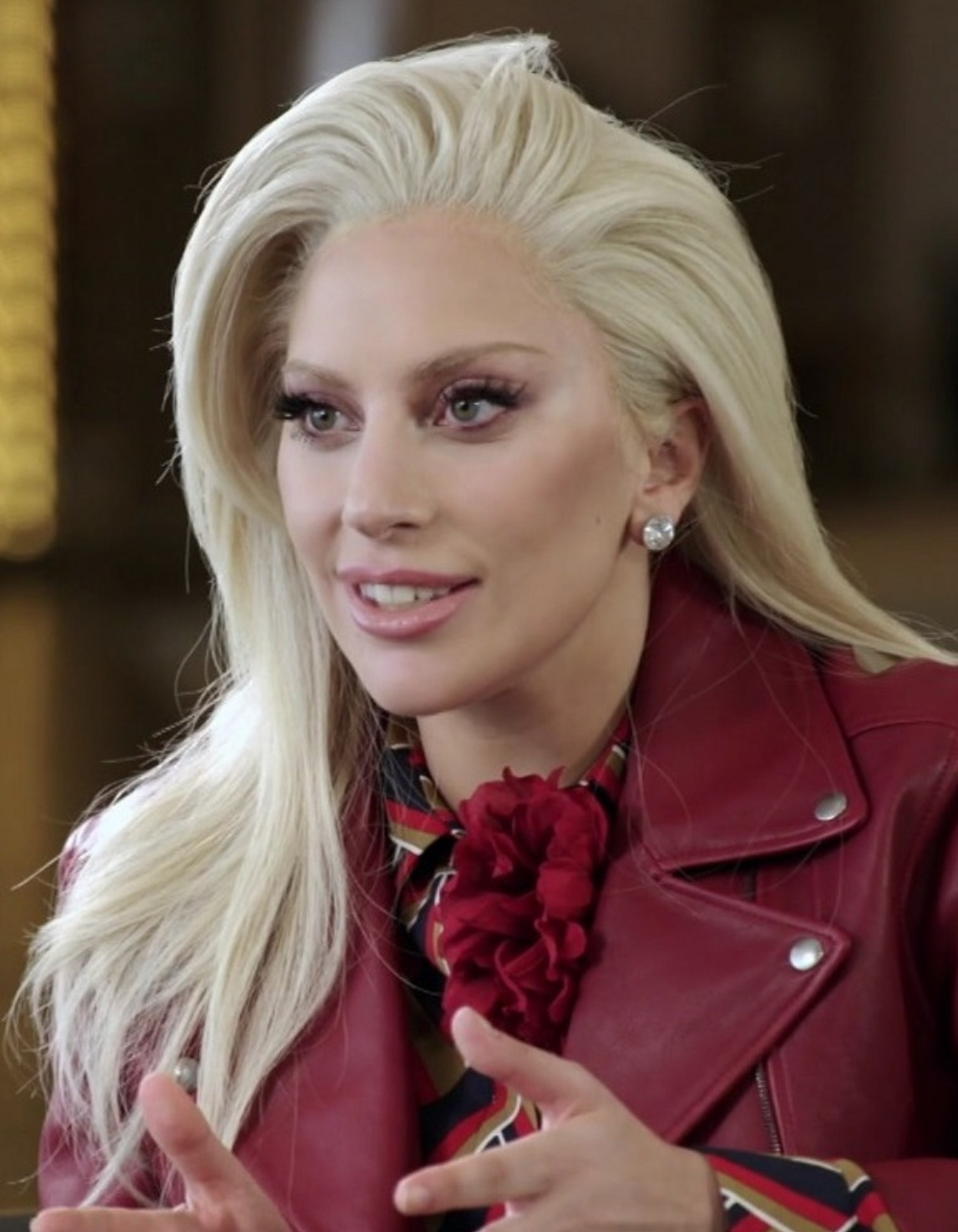
Lady Gaga ha vinto 2 volte in questa categoria. La prima donna a ricevere il premio in anni consecutivi e l'unica persona a vincere più volte in questa categoria per la stessa colonna sonora multimediale (A Star Is Born).

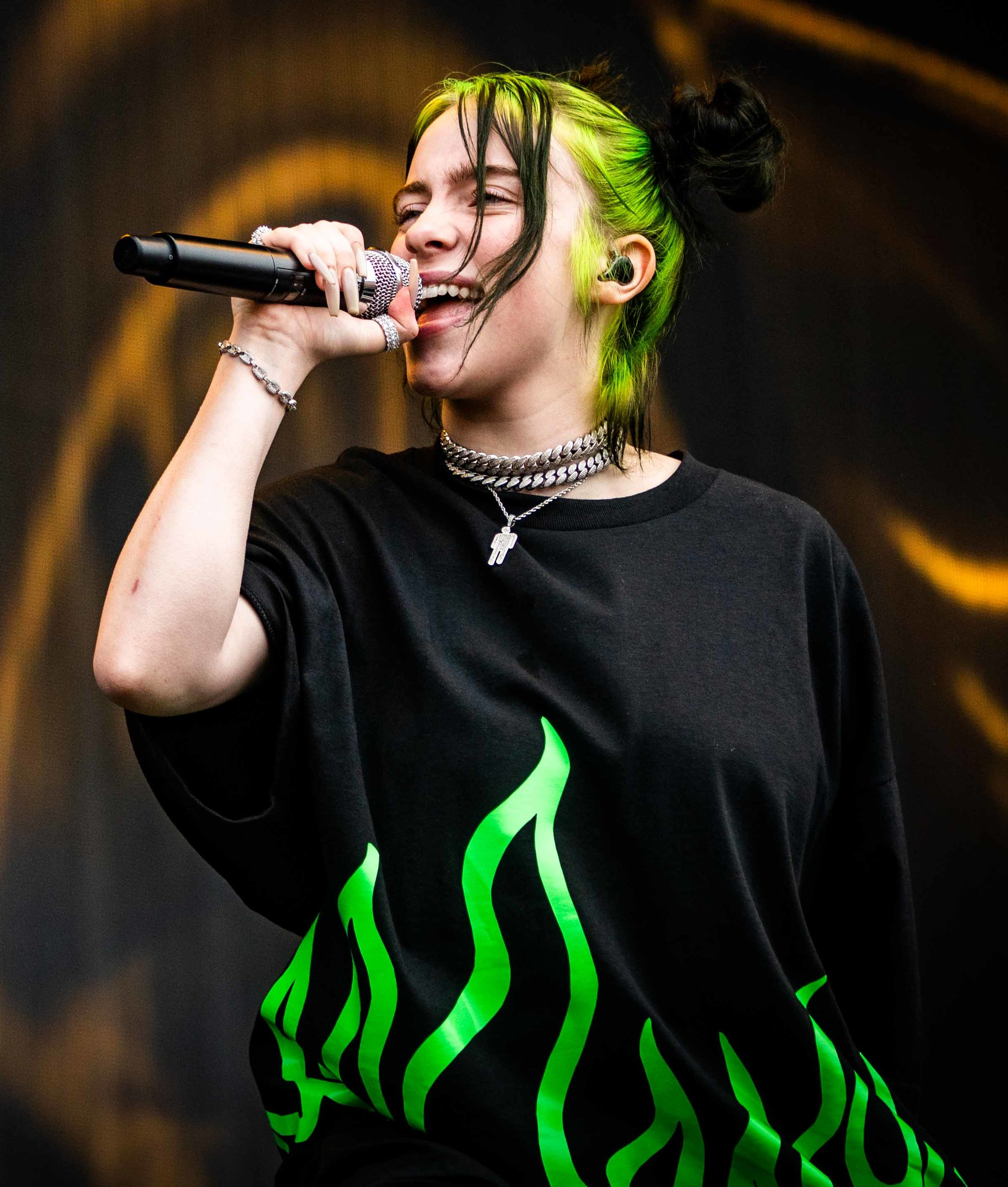
Billie Eilish ha vinto 2 volte in questa categoriaː nel 2021 e nel 2024.

  - I'll Never Love Again, scritta da Natalie Hemby, Lady Gaga, Hillary Lindsey e Aaron Raitiere - A Star Is Born
  - The Ballad Of The Lonesome Cowboy, scritta da Randy Newman - Toy Story 4
  - Girl In The Movies, scritta da Dolly Parton e Linda Perry - Voglio una vita a forma di me
  - Spirit, scritta da Beyoncé, Timothy McKenzie e Ilya Salmanzadeh - Il re leone
  - Suspirium, scritta da Thom Yorke - Suspiria
- 2021[5]
  - No Time to Die, scritta da Billie Eilish e Finneas O'Connell - No Time to Die
  - Beautiful Ghosts, scritta da Andrew Lloyd Webber e Taylor Swift - Cats
  - Carried Me with You, scritta da Brandi Carlile, Phil Hanseroth e Tim Hanseroth - Onward - Oltre la magia
  - Into the Unknown, scritta da Kristen Anderson-Lopez e Robert Lopez - Frozen II
  - Stand Up, scritta da Cynthia Erivo e Joshuah Brian Campbell - Harriet
  - Malyan Hekayat Ya Lil (مليان حكايات يا ليل), scritta da Ramage, Nicki Minaj, MAZ, Abo-Z, Latino, Mohamed Yehia, Wassim Salibi, Martin Adium Sinotte, Carl Austin Rosen, Massari, Frank Dukes, Metro Boomin, Louis Bell e Benny Blanco - Miss Farah
- 2022[6]
  - All Eyes on Me, scritta da Bo Burnham - Bo Burnham: Inside
  - Agatha All Along, scritta da Kristen Anderson-Lopez & Robert Lopez - WandaVision
  - All I Know So Far, scritta da Pink, Benj Pasek e Justin Paul - P!NK: All I Know So Far
  - Fight for You, scritta da Dernst Emile II, H.E.R. e Tiara Thomas - Judas and the Black Messiah
  - Here I Am (Singing My Way Home), scritta da Jennifer Hudson, Jamie Hartman e Carole King - Respect
  - Speak Now, scritta da Leslie Odom Jr. e Sam Ashworth - One Night in Miami...
- 2023[7]
  - We Don't Talk About Bruno, scritta da Lin-Manuel Miranda - Encanto
  - Be Alive, scritta da Beyoncé e Darius Scott Dixson - Una famiglia vincente - King Richard
  - Hold My Hand, scritta da Michael Tucker e Lady Gaga - Top Gun: Maverick
  - Nobody Like U, scritta da Billie Eilish e Finneas O'Connell - Red
  - Carolina, scritta da Taylor Swift - La ragazza della palude
  - Keep Rising (The Woman King), scritta da Angélique Kidjo, Jeremy Lutito e Jessy Wilson - The Woman King
- 2024[8][9]
  - What Was I Made For?, scritta da Billie Eilish e Finneas O'Connell; eseguita da Billie Eilish - Barbie
  - Dance the Night, scritta da Caroline Ailin, Dua Lipa, Mark Ronson e Andrew Wyatt; eseguita da Dua Lipa - Barbie
  - Barbie World, scritta da Naija Gaston, Ephrem Louis Lopez Jr. e Nicki Minaj; eseguita da Nicki Minaj r Ice Spice ft. Aqua - Barbie
  - Lift Me Up, scritta da Ryan Coogler, Ludwig Göransson, Rihanna e Tems; eseguita da Rihanna - Black Panther: Wakanda Forever
  - I'm Just Ken, scritta da Mark Ronson e Andrew Wyatt; eseguita da Ryan Gosling - Barbie

- 2025[10]
  - It Never Went Away - Jon Batiste, scritta da Jon Batiste e Dan Wilson - American Symphony
  - Ain't No Love in Oklahoma - Luke Combs, scritta da Jessie Alexander, Luke Combs e Johnathan Singleton - Twisters: The Album
  - Better Place; NSYNC e Justin Timberlake, scritta da Amy Allen, Shellback, e Justin Timberlake - Trolls 3 - Tutti insieme (Trolls Band Together)
  - Can't Catch Me Now - Olivia Rodrigo; scritta da Dan Nigro e Olivia Rodrigo - Hunger Games - La ballata dell'usignolo e del serpente (The Hunger Games: The Ballad of Songbirds and Snakes)
  - Love Will Survive - Barbra Streisand, scritta da Walter Afanasieff, Charlie Midnight, Kara Talve e Hans Zimmer - Il tatuatore di Auschwitz (The Tattooist of Auschwitz)